# Stiphropus drassiformis
Stiphropus drassiformis là một loài nhện trong họ Thomisidae.
Loài này thuộc chi Stiphropus. Stiphropus drassiformis được Octavius Pickard-Cambridge miêu tả năm 1883.